# 松島朋子
松島朋子（まつしま ともこ、1981年11月12日 - ）は、日本の陸上競技選手。専門は800m。1999年アジアジュニア選手権日本代表、2002年釜山アジア大会日本代表。800m、1000m東海記録保持者。富山県出身。龍谷富山高等学校卒業。

## 来歴
龍谷富山高等学校から浪人生活を経て、東海銀行、UFJ銀行、富山健康科学専門学校に所属。
小学校6年生の時に、エスビー食品主催の第4回ちびっ子健康マラソン富山大会の6年女子の部で優勝。
1999年、岩手インターハイ800mで2分06秒09の大会新記録を樹立して優勝。全国高校選手権400mHも制した。
2000年、日本選手権800mで準優勝。
2001年、日本選手権800mで西村美樹を抑えて初優勝。
2002年、日本選手権800mで優勝し、2001年に続いて2連覇を達成。釜山アジア大会代表に選出され、800mに出場。決勝で杉森美保を抑え日本人トップの5位に入る
2003年、TOTOスーパー陸上800mに出場し、日本人トップの5位に入る。
2004年、UFJ銀行を退行し、富山健康科学専門学校に進学。富山カップ400mで優勝。